# Čérápuňdží
Čérápuňdží je město ve východních Khásijských horách ve státě Méghálaj („příbytek mraků“) na severovýchodě Indie. Patří mezi nejvlhčí místa na světě – průměrné roční srážky dosahují 11 430 mm.
Město je držitelem dvou zápisů do Guinnesovy knihy rekordů – maximum srážek v jednom roce a maximum srážek v jednom měsíci. Od srpna 1860 do července 1861 tu spadlo 22 987 mm a v červenci 1861 zaznamenali 9299 mm.